# Französische Rugby-Union-Meisterschaft 1949/50
Die Saison 1949/50 war die 51. Austragung der französischen Rugby-Union-Meisterschaft (französisch Championnat de France de rugby à XV). Sie umfasste 48 Mannschaften in der ersten Division (heutige Top 14).
Die Meisterschaft begann mit der Vorqualifikation, in der Mannschaften der zweiten Division aufeinander trafen und acht Startplätze für die Gruppenphase unter sich ausmachten. Anschließend gab es in der Gruppenphase sechs Gruppen mit je acht Mannschaften. In diesen qualifizierten sich die Erst- bis Viertplatzierten für die Finalphase. Es folgten Sechzehntel-, Achtel-, Viertel- und Halbfinale. Im Endspiel, das am 16. April 1950 im Stade des Ponts-Jumeaux in Toulouse stattfand, trafen die zwei Halbfinalsieger aufeinander und spielten um den Bouclier de Brennus. Dabei setzte sich Titelverteidiger Castres Olympique gegen den Racing Club de France durch und errang zum zweiten Mal den Meistertitel. Es gab keine Absteiger.

## Vorqualifikation
Detailergebnisse nicht bekannt

## Gruppenphase
|    | Team               | Siege | Unent. | Ndlg. | Spiel- punkte | Diff. | Tabellen- punkte |
| -- | ------------------ | ----- | ------ | ----- | ------------- | ----- | ---------------- |
| 1. | Castres Olympique  | 8     | 1      | 1     | 122:20        | + 102 | 27               |
| 2. | USA Limoges        | 6     | 1      | 3     | 77:42         | + 35  | 23               |
| 3. | US Dax             | 5     | 1      | 4     | 49:70         | − 21  | 21               |
| 4. | RC Vichy           | 4     | 1      | 5     | 45:73         | − 28  | 19               |
| 5. | AS Bort-les-Orgues | 2     | 4      | 4     | 37:43         | − 6   | 18               |
| 6. | Stade Dijonnais    | 1     | 0      | 9     | 24:106        | − 82  | 12               |

|    | Team               | Siege | Unent. | Ndlg. | Spiel- punkte | Diff. | Tabellen- punkte |
| -- | ------------------ | ----- | ------ | ----- | ------------- | ----- | ---------------- |
| 1. | Stade Montois      | 6     | 1      | 3     | 62:36         | + 26  | 23               |
| 2. | AS Béziers         | 6     | 0      | 4     | 71:50         | + 21  | 22               |
| 3. | US Cognac          | 5     | 2      | 3     | 36:17         | + 19  | 22               |
| 4. | Stadoceste Tarbais | 5     | 1      | 4     | 42:28         | + 14  | 21               |
| 5. | US Marmande        | 3     | 2      | 5     | 30:55         | − 25  | 18               |
| 6. | Stade Bordelais    | 2     | 0      | 8     | 26:81         | − 55  | 14               |

|    | Team                | Siege | Unent. | Ndlg. | Spiel- punkte | Diff. | Tabellen- punkte |
| -- | ------------------- | ----- | ------ | ----- | ------------- | ----- | ---------------- |
| 1. | CS Vienne           | 8     | 0      | 2     | 150:38        | + 112 | 26               |
| 2. | Aviron Bayonnais    | 5     | 3      | 2     | 86:91         | − 5   | 23               |
| 3. | Valence Sportif     | 4     | 2      | 4     | 129:52        | + 77  | 20               |
| 4. | Stade Rochelais     | 4     | 2      | 4     | 56:122        | − 66  | 20               |
| 5. | US Tyrosse          | 2     | 2      | 6     | 43:87         | − 44  | 16               |
| 6. | Stade Montluçonnais | 1     | 3      | 6     | 18:92         | − 74  | 15               |

|    | Team          | Siege | Unent. | Ndlg. | Spiel- punkte | Diff. | Tabellen- punkte |
| -- | ------------- | ----- | ------ | ----- | ------------- | ----- | ---------------- |
| 1. | FC Lourdes    | 9     | 0      | 1     | 84:41         | + 43  | 28               |
| 2. | USA Perpignan | 5     | 2      | 3     | 79:53         | + 26  | 22               |
| 3. | CA Brive      | 3     | 3      | 4     | 47:39         | + 8   | 19               |
| 4. | SC Angoulême  | 3     | 1      | 6     | 50:88         | − 38  | 17               |
| 5. | US Bergerac   | 2     | 3      | 5     | 57:67         | − 10  | 17               |
| 6. | SC Albi       | 3     | 1      | 6     | 52:81         | − 29  | 17               |

|    | Team              | Siege | Unent. | Ndlg. | Spiel- punkte | Diff. | Tabellen- punkte |
| -- | ----------------- | ----- | ------ | ----- | ------------- | ----- | ---------------- |
| 1. | Section Paloise   | 6     | 1      | 3     | 60:35         | + 25  | 23               |
| 2. | US Montauban      | 5     | 3      | 2     | 58:37         | + 21  | 23               |
| 3. | Stade Toulousain  | 6     | 1      | 3     | 63:52         | + 11  | 23               |
| 4. | US Carmaux        | 4     | 1      | 5     | 54:53         | + 1   | 19               |
| 5. | UMS Montélimar    | 2     | 2      | 6     | 17:45         | − 28  | 16               |
| 6. | Stade Aurillacois | 2     | 2      | 6     | 25:55         | − 30  | 16               |

|    | Team                  | Siege | Unent. | Ndlg. | Spiel- punkte | Diff. | Tabellen- punkte |
| -- | --------------------- | ----- | ------ | ----- | ------------- | ----- | ---------------- |
| 1. | Lyon OU               | 5     | 2      | 3     | 69:39         | + 30  | 22               |
| 2. | CA Bègles             | 5     | 2      | 3     | 86:77         | + 9   | 22               |
| 3. | Racing Club de France | 4     | 3      | 3     | 88:56         | + 32  | 21               |
| 4. | SC Mazamet            | 5     | 1      | 4     | 52:29         | + 23  | 21               |
| 5. | SU Agen               | 4     | 1      | 5     | 36:47         | − 11  | 19               |
| 6. | CO Le Creusot         | 2     | 1      | 7     | 30:113        | − 83  | 15               |

|    | Team                  | Siege | Unent. | Ndlg. | Spiel- punkte | Diff. | Tabellen- punkte |
| -- | --------------------- | ----- | ------ | ----- | ------------- | ----- | ---------------- |
| 1. | AS Montferrand        | 6     | 1      | 3     | 95:52         | + 43  | 23               |
| 2. | US Romans             | 6     | 1      | 3     | 64:42         | + 22  | 23               |
| 3. | FC Auch               | 6     | 0      | 4     | 50:60         | − 10  | 22               |
| 4. | RC Narbonne           | 5     | 1      | 4     | 80:57         | + 23  | 21               |
| 5. | US Bressane           | 2     | 3      | 5     | 51:86         | − 35  | 17               |
| 6. | Paris Université Club | 2     | 0      | 8     | 52:95         | − 43  | 14               |

|    | Team               | Siege | Unent. | Ndlg. | Spiel- punkte | Diff. | Tabellen- punkte |
| -- | ------------------ | ----- | ------ | ----- | ------------- | ----- | ---------------- |
| 1. | RC Toulon          | 8     | 1      | 1     | 92:25         | + 67  | 27               |
| 2. | AS Soustons        | 6     | 1      | 3     | 52:58         | − 6   | 23               |
| 3. | CA Périgueux       | 5     | 1      | 4     | 74:50         | + 24  | 21               |
| 4. | Biarritz Olympique | 5     | 0      | 5     | 34:52         | − 18  | 20               |
| 5. | SC Graulhet        | 2     | 1      | 7     | 17:55         | − 38  | 15               |
| 6. | Stade Lavelanétien | 2     | 0      | 8     | 29:58         | − 29  | 14               |

## Finalphase

### 1/16-Finale
| Datum        | Begegnung                           | Ergebnis |
| ------------ | ----------------------------------- | -------- |
| 5. März 1950 | Castres Olympique – SC Angoulême    | 11:06    |
| 5. März 1950 | AS Béziers – CA Bègles              | 10:03    |
| 5. März 1950 | USA Limoges – Stade Rochelais       | 6:03     |
| 5. März 1950 | SC Mazamet – US Montauban           | 11:08    |
| 5. März 1950 | Section Paloise – US Dax            | 9:0      |
| 5. März 1950 | Stadoceste Tarbais – US Romans      | 11:0     |
| 5. März 1950 | US Carmaux – RC Toulon              | 06:05    |
| 5. März 1950 | FC Auch – US Cognac                 | 03:0     |
| 5. März 1950 | Racing Club de France – AS Soustons | 17:05    |
| 5. März 1950 | Valence Sportif – Stade Montois     | 03:0     |
| 5. März 1950 | USA Perpignan – CA Périgueux        | 03:0     |
| 5. März 1950 | CS Vienne – Biarritz Olympique      | 05:03    |
| 5. März 1950 | Aviron Bayonnais – Stade Toulousain | 06:03    |
| 5. März 1950 | FC Lourdes – RC Vichy               | 11:05    |
| 5. März 1950 | AS Montferrand – CA Brive           | 15:12    |
| 5. März 1950 | Lyon OU – RC Narbonne               | 16:04    |

### Achtelfinale
| Datum         | Begegnung                               | Ergebnis |
| ------------- | --------------------------------------- | -------- |
| 12. März 1950 | Castres Olympique – AS Béziers          | 06:3     |
| 12. März 1950 | USA Limoges – SC Mazamet                | 09:3     |
| 12. März 1950 | Section Paloise – Stadoceste Tarbais    | 11:0     |
| 12. März 1950 | US Carmaux – FC Auch                    | 09:0     |
| 12. März 1950 | Racing Club de France – Valence Sportif | 06:5     |
| 12. März 1950 | USA Perpignan – CS Vienne               | 05:3     |
| 12. März 1950 | Aviron Bayonnais – FC Lourdes           | 11:9     |
| 12. März 1950 | AS Montferrand – Lyon OU                | 17:5     |

### Viertelfinale
| Datum         | Begegnung                             | Ergebnis |
| ------------- | ------------------------------------- | -------- |
| 19. März 1950 | Castres Olympique – USA Limoges       | 06:3     |
| 19. März 1950 | Section Paloise – US Carmaux          | 08:0     |
| 19. März 1950 | Racing Club de France – USA Perpignan | 17:0     |
| 19. März 1950 | Aviron Bayonnais – AS Montferrand     | 08:3     |

### Halbfinale
| Datum         | Begegnung                                | Ergebnis |
| ------------- | ---------------------------------------- | -------- |
| 2. April 1950 | Castres Olympique – Section Paloise      | 12:11    |
| 2. April 1950 | Racing Club de France – Aviron Bayonnais | 13:09    |

### Finale
| 16. April 1950 | Castres Olympique                                                                 | 11 : 8  | Racing Club de France                             | Stade des Ponts-Jumeaux, Toulouse Zuschauer: 25.000 Schiedsrichter: Charles Durant |
| 16. April 1950 | Versuche: Matheu-Cambas (1) Balent (1) Espanol (1) Erhöhungen: Pierre-Antoine (1) | Bericht | Versuche: Porthault (2) Straftritte: Desclaux (1) | Stade des Ponts-Jumeaux, Toulouse Zuschauer: 25.000 Schiedsrichter: Charles Durant |

Aufstellungen
Castres Olympique: André Alary, Georges Amen, Armand Balent, André Chanfreau, René Coll, Robert Espanol, Clément Fité, Victor Lâchât, Jacques Larzabal, Jean Matheu-Cambas, Joseph Moreno,  Jean Pierre-Antoine, Jacques Siman, Maurice Siman, Albert Torrens
Racing Club de France: Jean Benetière, Jean-Claude Bourrier, Fernand Cazenave, Francis Desclaux, Louis Dionnet, Pierre Dizabo, Gérard Dufau, Michel Fontvielle, Christian Guilbert, Pierre Jeanjean, Jean Lhospital, Louis Pardas, Alain Porthault, Pierre Salles-Robis, François Varenne